# Burton and Dalby
Burton and Dalby – gmina (civil parish) w Anglii, w hrabstwie Leicestershire, w dystrykcie Melton. Leży 22 km na północny wschód od miasta Leicester i 145 km na północ od Londynu.